# 필터 버블

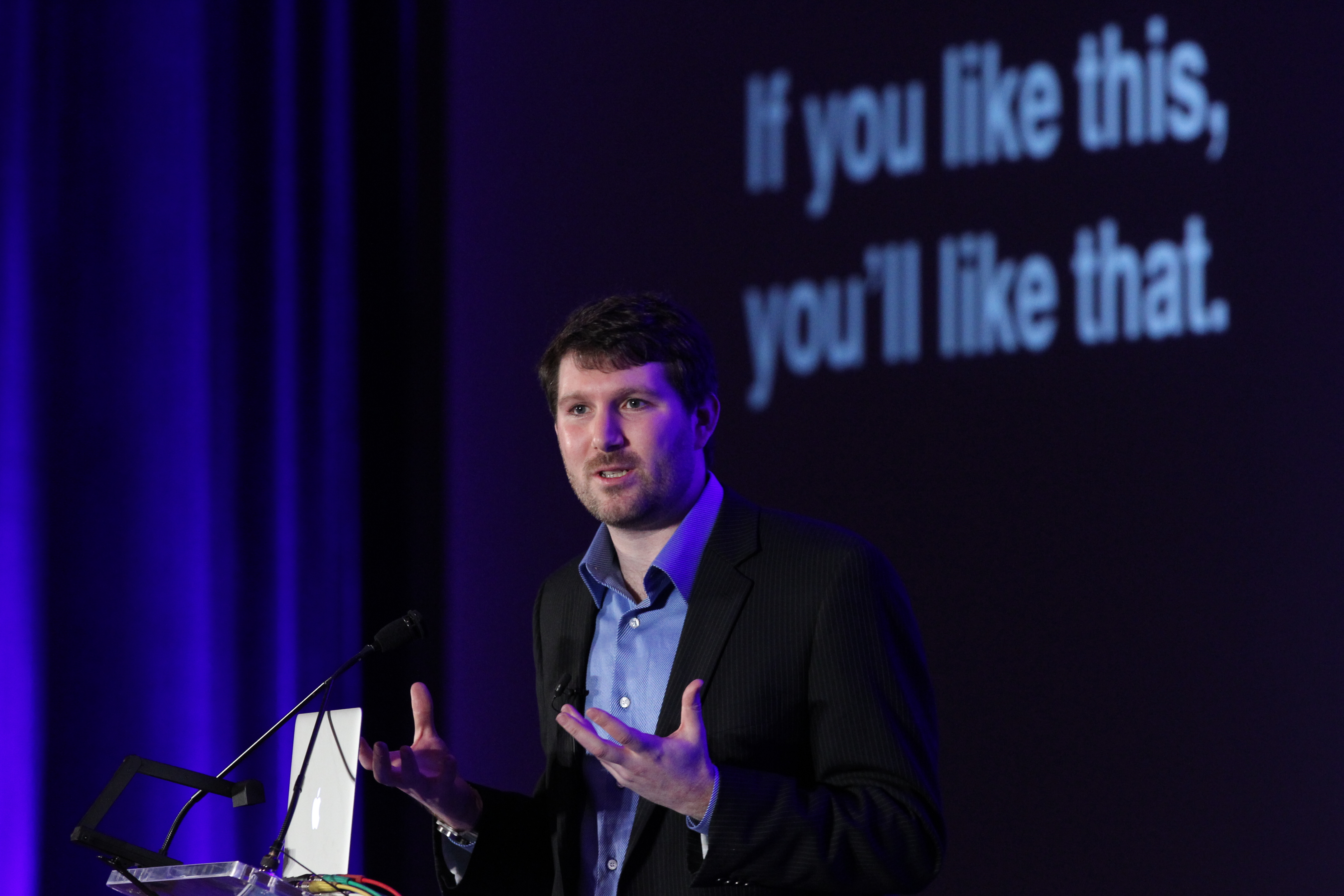
'필터 버블'이라는 용어는 인터넷 활동가 엘리 패리저가 '필터 버블'이라는 이름의 책에서 창조하였다.

필터 버블(filter bubble)은 개인화된 검색의 결과물의 하나로, 사용자의 정보(위치, 과거의 클릭 동작, 검색 이력)에 기반하여 웹사이트 알고리즘이 선별적으로 어느 정보를 사용자가 보고싶어 하는지를 추측하며 그 결과 사용자들이 자신의 관점에 동의하지 않는 정보로부터 분리될 수 있게 하면서 효율적으로 자신만의 문화적, 이념적 거품에 가둘 수 있게 한다.

## 개요
구글, 아마존, 페이스북 등의 인터넷 정보제공자가 이용자에 맞추어 필터링한 정보를 이용자에게 제공함으로써, 이용자가 이미 필터링된 정보만을 접하게 되는 것을 말한다. 같은 단어를 검색하여도 이용자에 따라 다른 정보가 화면에 등장하는 것이다.
이 단어는 미국의 정치 참여 시민단체 '무브온'의 이사장인 엘리 패리저(Eli pariser)의 <생각 조종자들(원제 The Filter Bubble)>이라는 저서에서 등장하였다. 인터넷 정보제공자들은 이용자의 개인적 성향이나 관심사, 사용 패턴, 검색 기록 등의 데이터를 수집하여 각 기업이 가진 알고리즘을 통해 이용자의 데이터를 분석하고, 데이터에 따라 우선적으로 노출시킬 정보를 선별한다. 따라서 인터넷 정보제공기업에 있어서는 이용자의 데이터를 정확히 분석하여 이용자들이 더 만족할 만한 알고리즘을 개발하는 것이 중요하다. 페이스북, 구글, 왓챠, 야후 등이 이러한 구조로 선별적인 정보 제공을 한다.

## 우려
'필터 버블'이라는 용어의 창시자인 엘리 패리저는 필터버블이 확증편향과 선택적 인지를 일으킬 수 있는 일종의 정보 검열이 될 수 있다는 위험성을 지적한다. 그는 자신의 저서 <생각 조종자들>에서 정보를 필터링하는 알고리즘에 정치적 혹은 상업적 논리가 개입되면, 필터링을 거친 정보만을 받아보는 정보 이용자들은 모르는 사이에 정보 편식을 하게 되고, 그로 인해 자신도 모르는 사이 타의에 의해 가치관 왜곡이 일어날 수 있음을 우려한다. 또한 사람인 담당자가 어떠한 정보를 제공할 것인지 취사선택하던 시절과 다르게 개개인의 필터버블을 만드는 알고리즘은 사람이 아니기 때문에 윤리성이나 가치판단을 할 수 없음을 지적한다. 더불어 알고리즘이 제대로 작동하는가의 문제는 차치하더라도, 필터버블은 한정된 정보만을 제공하기 때문에 반대 성향을 가진 사람들의 글이나 새로운 정보, 평소에 보지 않던 분야의 뉴스 등을 접할 기회를 아예 박탈당하기 때문에, 이용자들의 지식과 가치관 확대를 방해할 수 있다고 말한다.
엘리 패리저는 2011년 TED 강연에서도 필터버블에 대한 우려를 표하였다. 그는 진보적 성향을 가진 자신의 페이스북 '피드'에 보수적 성향의 게시글이 올라오지 않는 것이 페이스북이 자신의 인터넷 사용 기록을 분석하여 필터링하였기 때문이라고 말하며, 그로 인해 자신과 정치색이 다른 사람들의 생각을 알 수 없게 되었음을 지적한다. 또한 엘리 패리저는 그 강연에서 필터링되어 개인의 입맛에 맞춰진 정보를 정크푸드에 비유하기도 하였다.

## 같이 보기
- 확증 편향
- 선택적 인지